# Христос Зукис
Христос Дионисиу Зукис (на гръцки: Χρήστος Διονυσίου Ζούκης) е гръцки офицер и революционер, деец на Гръцката въоръжена пропаганда в Македония от началото на XX век.

## Биография
Христос Зукис става офицер в гръцката армия и като втори лейтенант (антиполохагос) се присъединява към гръцката пропаганва в Македония като капитан на чета. Четата на Зукис и подвойводата Димитриос Вардис приема оцелелите от битката на Мурик през май 1905 година.